# Тринітарії

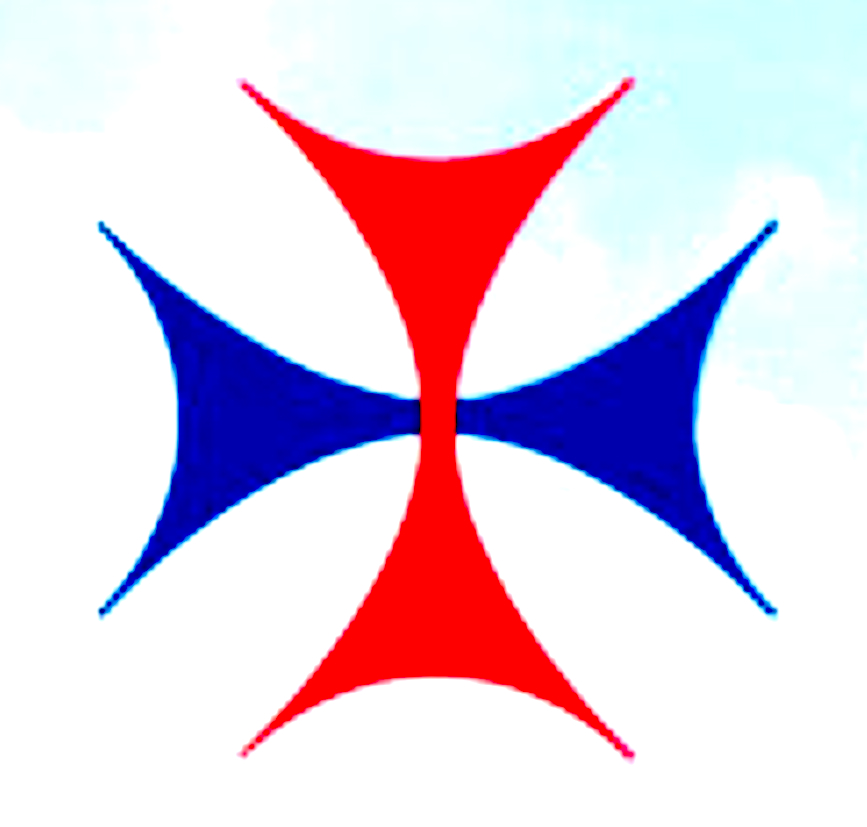
Герб ордену після 1193 року до 18 століття

Тринітарії (Орден Пресвятої Трійці, лат. Ordo Sanctissimae Trinitatis, OSsT) — католицький жебручий чернечий орден.

## Історія
Заснований близько 1194 року і затверджений буллою папи Інокентія III в 1198 році французьким богословом Жаном де Мата і пустельником Феліксом де Валуа (Валезієм) для викупу полонених християн з мусульманської неволі. 1201 року Жан де Мата заснував також перший жіночий монастир цього ордену. 1595 року в Іспанії окремо виділилась гілка так званих «реформованих тринітаріїв» (званих також «босими»), яку заснував Хуан Батіста де ла Консепсьйон, канонізований 1819 року. 1637 року налічувалося близько 300 монастирів ордену і з неволі було викуплено 30 720 бранців. Габіт тринітаріїв традиційно білий із червоно-синім хрестом на грудях.
Перші тринітарії на території України з'явились 1685 року. Це були вихідці з Іспанії, представники реформованої гілки. Львівське згромадження одночасно вважається першим тринітарським монастирем Речі Посполитої. У XVIII — на початку ХІХ ст. тринітарські монастирі діяли, зокрема, в містечках Ржищеві (Київське воєводство), Корці, Теофіполі, Шумбарі (Волинське воєводство).